# Nicola Ventola
Nicola Ventola (né le 24 mai 1978 à Grumo Appula, dans la province de Bari, dans les Pouilles) était un joueur de football italien, évoluant au poste d'attaquant.
Il jouait au poste d'attaquant.

## Biographie
Nicola Ventola débute, avec le club de l'AS Bari, sa carrière le 6 novembre 1994, lors du match AC Fiorentina - AS Bari (2-0).
Il fait sensation lors de la saison de la remontée de Bari en 1997 avec Gianluca Zambrotta.
Il signe un contrat avec l'Inter Milan en 1998. Il a le potentiel pour être une star. Il marque en coupe d'Europe contre Manchester United. Il joue régulièrement jusqu'à l'arrivée de Christian Vieri et des blessures à répétitions. 
Ventola a un fils, Kelian né de son union avec le top-model Kartika Luyet.
Il annonce sa retraite sportive le 17 janvier 2011 n'entrant plus dans les plans de l'entraineur de Novare Calcio.
Depuis il est notamment consultant à la télévision Italienne, et anime une émission en ligne en compagnie de ses anciens collègues Christian Vieri , Antonio Cassano ou Daniele Adani.

## Palmarès
- Deux promotions en Serie A : une avec Bari et une avec l'Atalanta
- Médaille d'or au championnat des moins de 21 ans en Slovaquie en 2000
- Médaille d'or aux jeux méditerranéens de 1997 à Bari
- Médaille d'argent au championnat des moins de 19 ans en Grèce en 1995